# لوکس‌ایر

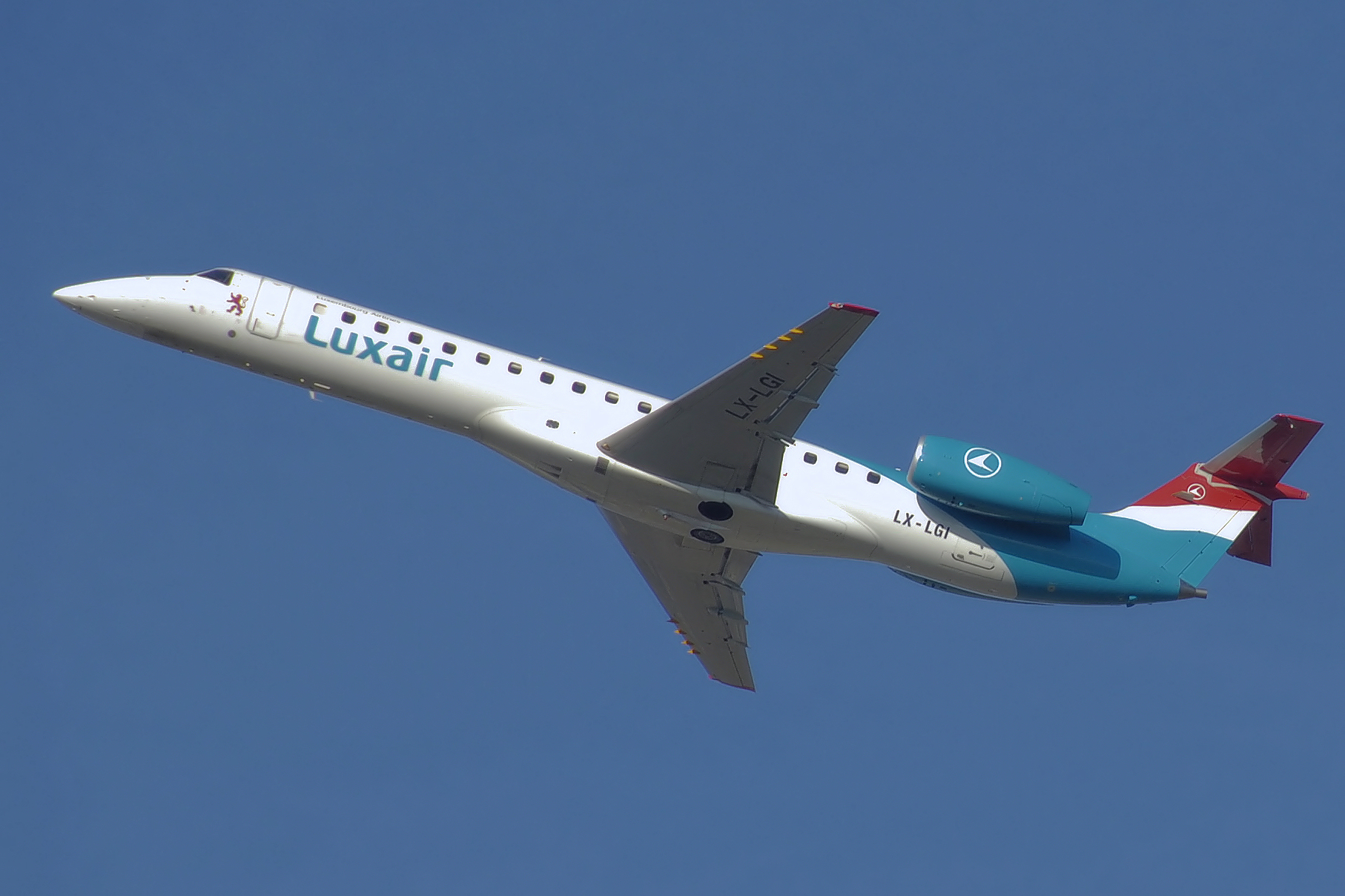
هواپیمای امبرائر ای‌آرجی ۱۴۵، متعلق به لوکس‌ایر

لوکس‌ایر (به انگلیسی: Luxair) شرکت هواپیمایی حامل پرچم لوکزامبورگ است، که در سال ۱۹۶۱ تأسیس شد و در حال حاضر روزانه به ۵۹ مقصد، در اروپا و آفریقا پروازهای مستقیم دارد.
دفتر مرکزی شرکت لوکس‌ایر در شهر سندوایلر، لوکزامبورگ قرار دارد و فرودگاه لوگزامبورگ - فیندل و فرودگاه زاربروکن، قطب‌های این شرکت هواپیمایی به‌شمار می‌آیند. شرکت لوکس‌ایر در حال حاضر در ناوگان هوایی خود، دارای ۱۸ فروند هواپیمای جت مسافربری می‌باشد. دولت لوکزامبورگ با ۴۹٫۹۶٪ درصد و شرکت لوفت‌هانزا با در اختیار داشتن ۱۴٫۴۴٪ درصد از سهام این شرکت، بزرگترین سهام‌داران آن محسوب می‌شوند.